# 曙町 (立川市)
曙󠄁町（あけぼのちょう）は、東京都立川市の町名。現行行政地名は曙󠄁町一丁目から曙󠄁町三丁目。郵便番号は190-0012。

## 地理
立川市の中部に位置する。北は緑町、高松町及び栄町、東は国立市北、南東は国立市西、南は羽衣町、錦町及び柴崎町、西は富士見町に接する。町内には商業地と住宅地が混在している。

### 地価
住宅地の地価は2014年（平成26年）1月1日に公表された公示地価によれば曙󠄁町3-31-15の地点で25万8000円/m2となっている。

## 歴史

### 治安・風紀の維持
2012年、東京都は曙町二丁目を都迷惑防止条例に基づき、客引きやスカウトのみならず、それらを行うために待機する行為なども禁止する区域に指定した。
さらに2019年には同じく曙町二丁目を暴力団排除条例に基づき、暴力団排除特別強化地域に指定。地域内では暴力団と飲食店等との間で、みかじめ料のやりとりや便宜供与などが禁止され、違反者は支払った側であっても懲役1年以下または罰金50万円以下の罰則が科される。

## 世帯数と人口
2018年（平成30年）1月1日現在の世帯数と人口は以下の通りである。
| 丁目       | 世帯数    | 人口     |
| ---------- | --------- | -------- |
| 曙町一丁目 | 2,136世帯 | 3,877人  |
| 曙町二丁目 | 1,572世帯 | 2,972人  |
| 曙町三丁目 | 2,772世帯 | 5,133人  |
| 計         | 6,480世帯 | 11,982人 |

## 小・中学校の学区
市立小・中学校に通う場合、学区は以下の通りとなる。
| 丁目       | 番地    | 小学校             | 中学校                 |
| ---------- | ------- | ------------------ | ---------------------- |
| 曙町一丁目 | 1～10番 | 立川市立第四小学校 | 立川市立立川第一中学校 |
| 曙町一丁目 | その他  | 立川市立第二小学校 | 立川市立立川第二中学校 |
| 曙町二丁目 | 全域    | 立川市立第二小学校 | 立川市立立川第二中学校 |
| 曙町三丁目 | 全域    | 立川市立第二小学校 | 立川市立立川第二中学校 |

## 交通

### 鉄道
- 東日本旅客鉄道（JR東日本）
  - 中央本線・青梅線・南武線：立川駅
- 多摩都市モノレール
  - 多摩都市モノレール線：立川北駅

### 道路
- 国道
  - 立川市は現在国道が通過していない為、町内の道路は全て都道または市道。
- 都道府県道
  - 主要地方道
    - 東京都道16号立川所沢線（立川通り）
    - 東京都道43号立川東大和線

  - 一般都道
    - 東京都道153号立川昭島線

## 施設

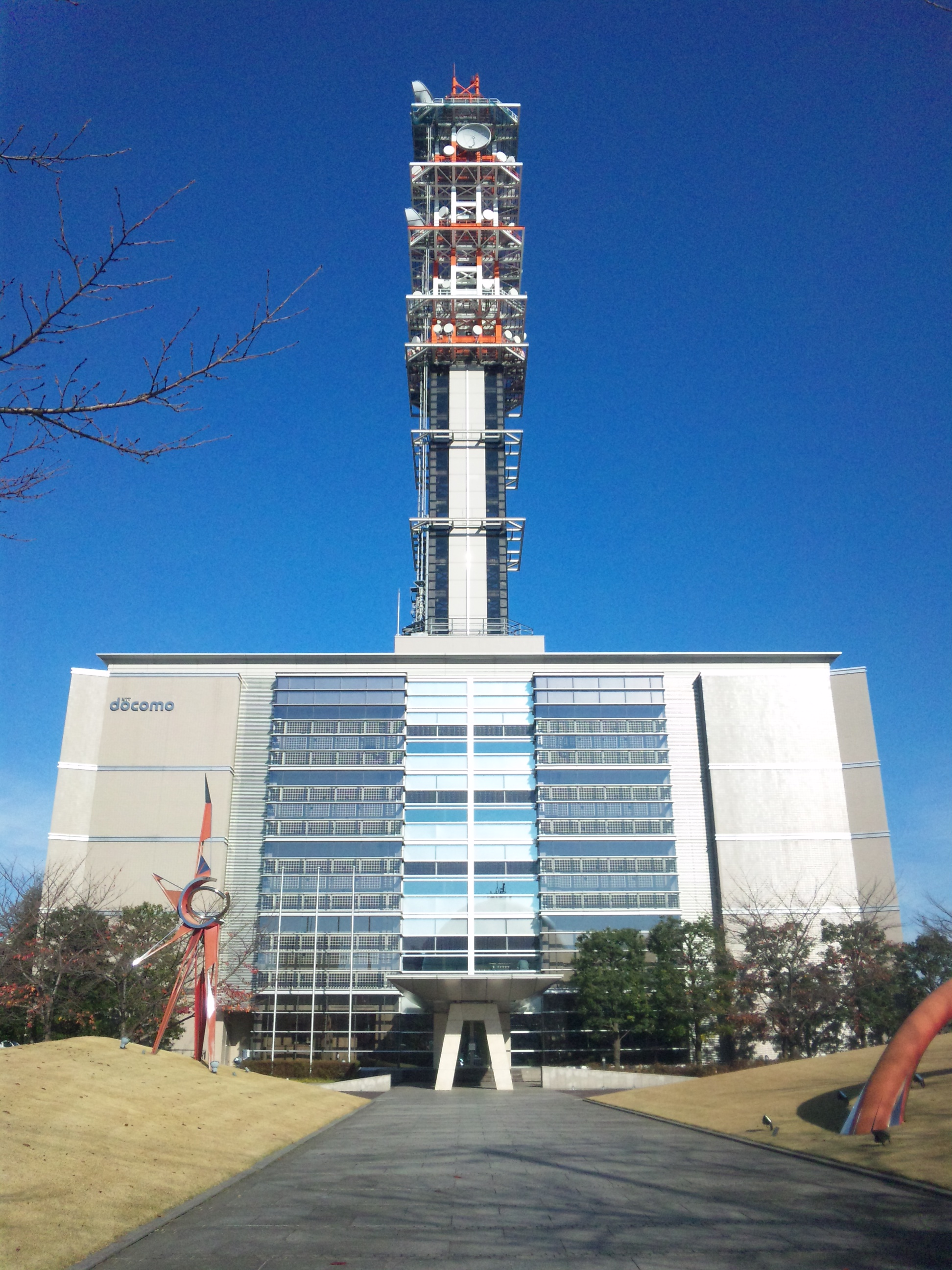
NTTドコモ多摩ビル

### 商業施設
- グランデュオ立川
- エキュート立川
- ルミネ立川
- 伊勢丹立川店
- 髙島屋立川店
- イイノ立川(旧OImini、モディ、立川ロフト)
- フロム中武
- LABI LIFE SELECT 立川
- ビックカメラ立川店
- パークアベニュー（地元系商業テナントビル）

### 教育施設
- 東京都立立川国際中等教育学校
- 東京都立立川国際中等教育学校附属小学校
- 立川市立第二小学校
- 立川市立立川第二中学校

### その他
- 天狗工房制作スタジオ
- パレスホテル立川
- 立川郵便局
- NTTドコモ多摩ビル
- 立川競輪場
- 立川市女性総合センター